# Micropeza forficuloides
Micropeza forficuloides är en tvåvingeart som först beskrevs av Walker 1861.  Micropeza forficuloides ingår i släktet Micropeza och familjen skridflugor. Inga underarter finns listade i Catalogue of Life.